# Gerichtsbezirk Meidling
Der Gerichtsbezirk Meidling ist ein dem Bezirksgericht Meidling unterstehender Gerichtsbezirk in Wien. Der Gerichtsbezirk umfasst den 12. Wiener Gemeindebezirk Meidling.